# Abbaye de Sankt Pölten

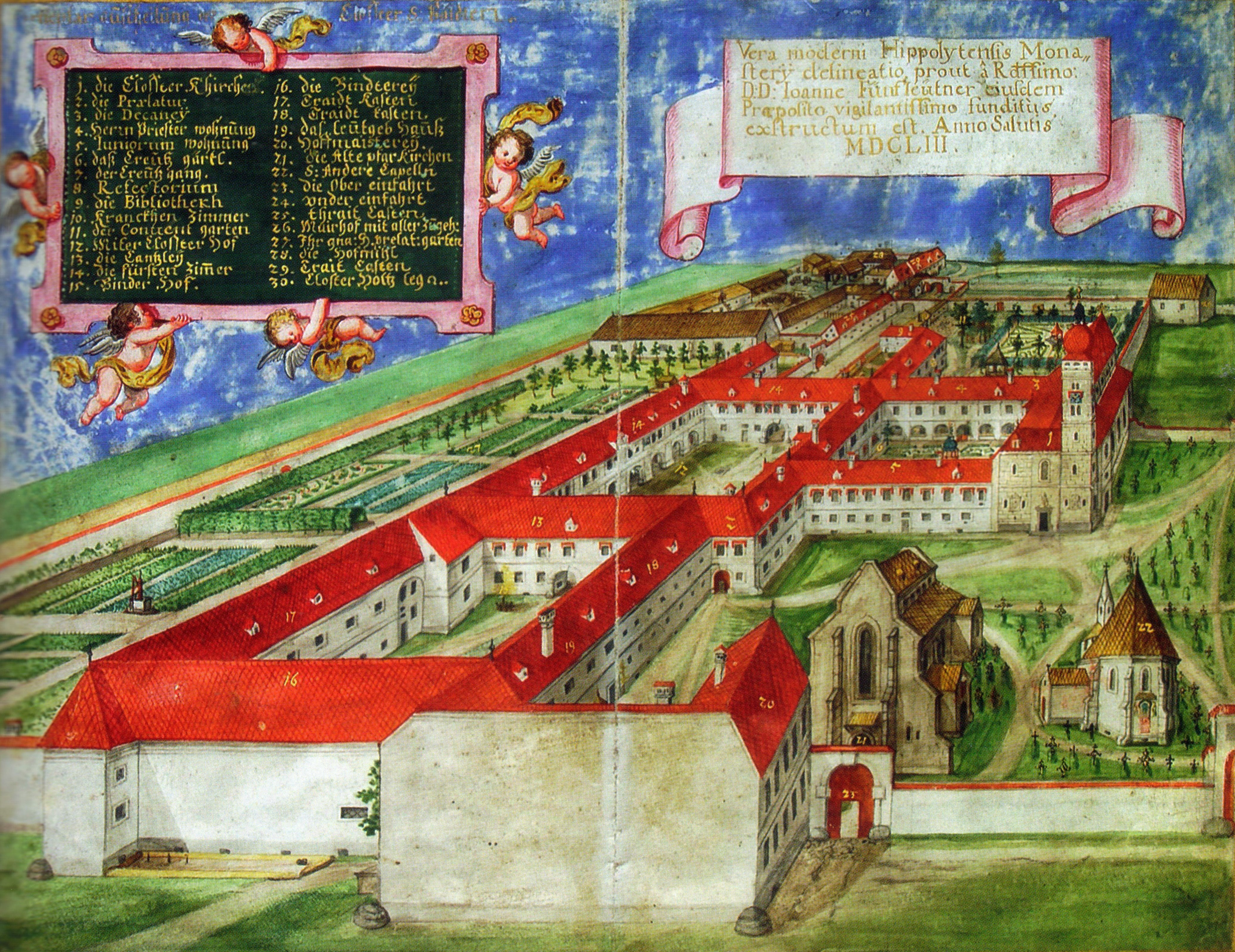
Abbaye de Sankt Pölten en 1653

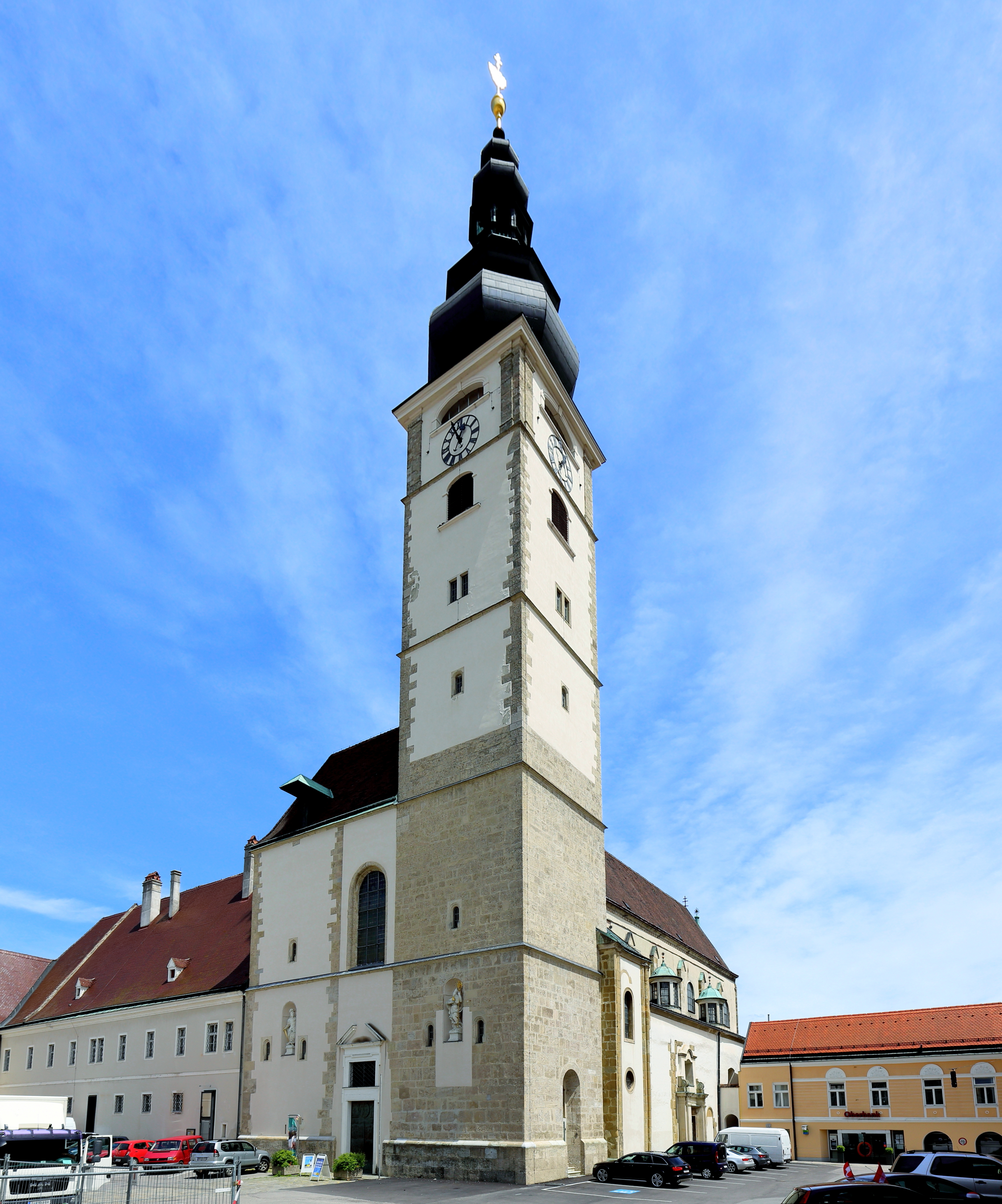
La cathédrale de Sankt Pölten

L'abbaye de Sankt Pölten est un ancien monastère des chanoines réguliers de saint Augustin à Sankt Pölten en Autriche.

## Histoire
L'abbaye de Sankt Pölten aurait été fondé en 791 par des bénédictins de l'abbaye de Tegernsee, les frères Adalbert et Ottokar. Mais sa mise en place effective date de plus tard dans le IXe siècle, en tout cas pas avant la venue de Charlemagne. La plus ancienne mention du monastère se trouve dans un document d'Otton II du Saint-Empire en 976, où il garantit ses droits au Passau.
En 1081, il devient un monastère des chanoines réguliers de saint Augustin et se rapproche avec l'abbaye de Nitra en Slovaquie, aujourd'hui disparue.
En 1784, l'abbaye est délaissé et dès l'année suivante, les bâtiments abritent l'évêché durant le joséphisme puis le diocèse de Sankt Pölten, à l'ouest de la Basse-Autriche, avec la construction de la Cathédrale de Sankt Pölten. Le premier évêque est en 1792 Johann Heinrich von Kerens (de).

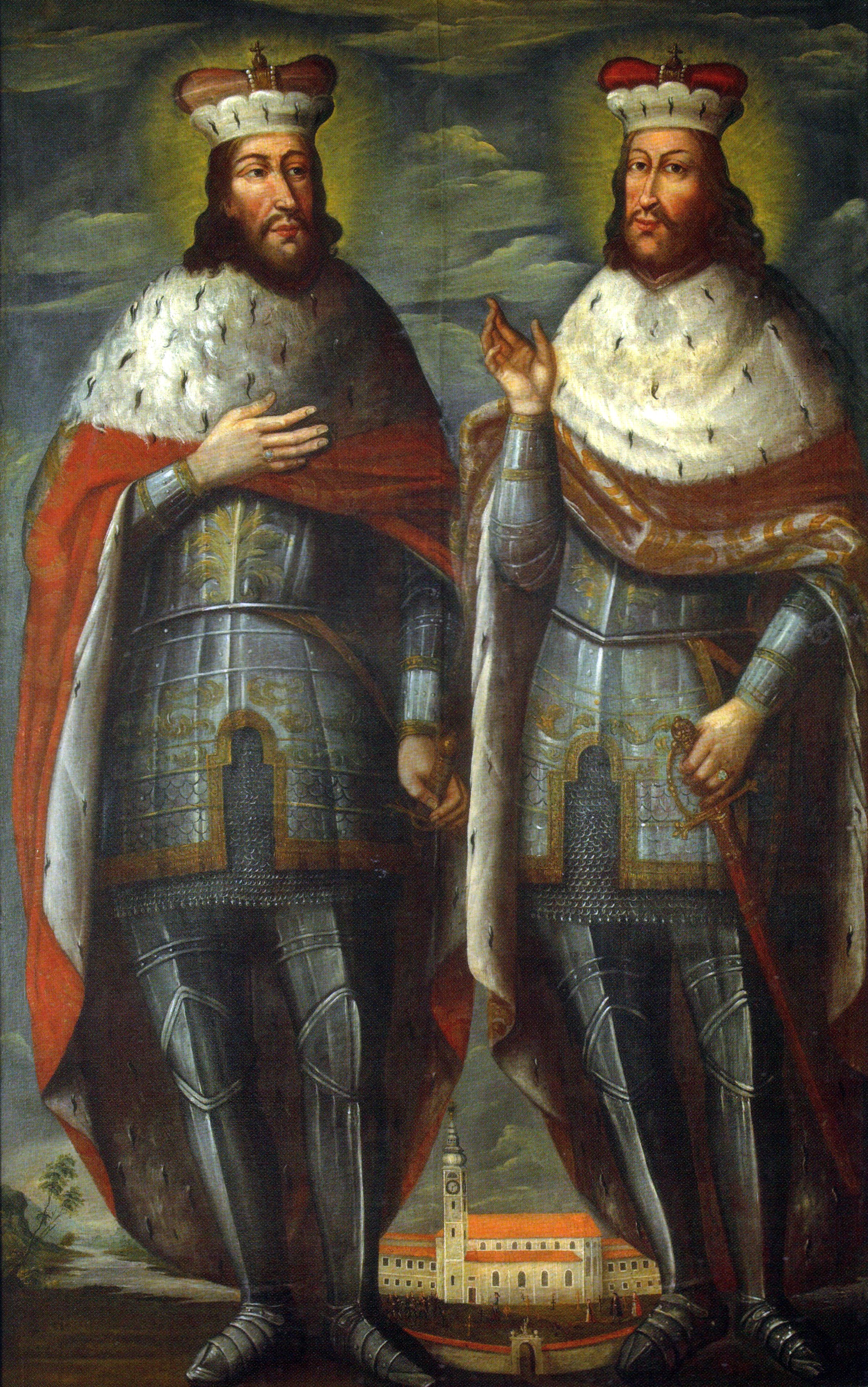
Adalbert et Ottokar
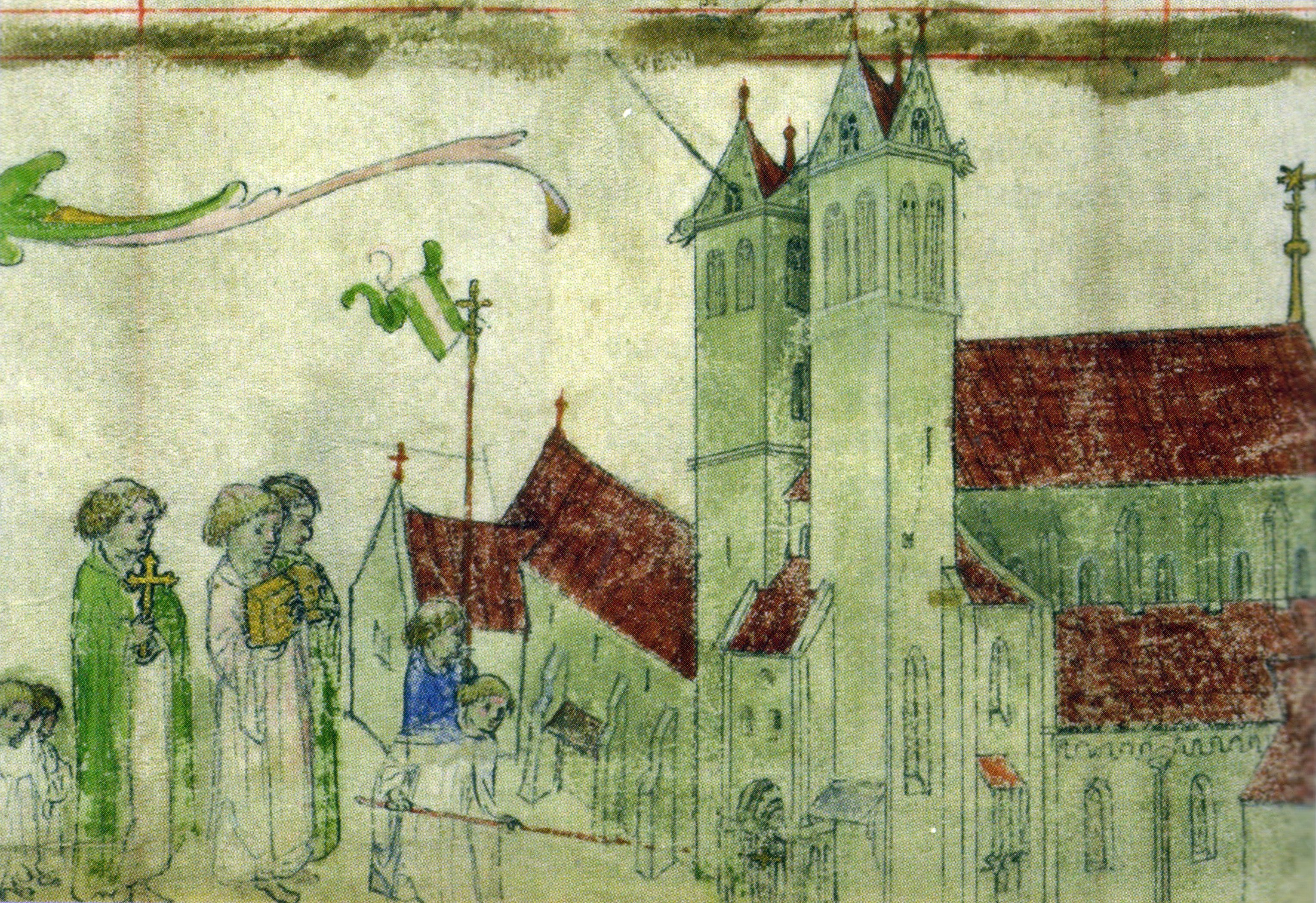
La cathédrale en 1400.
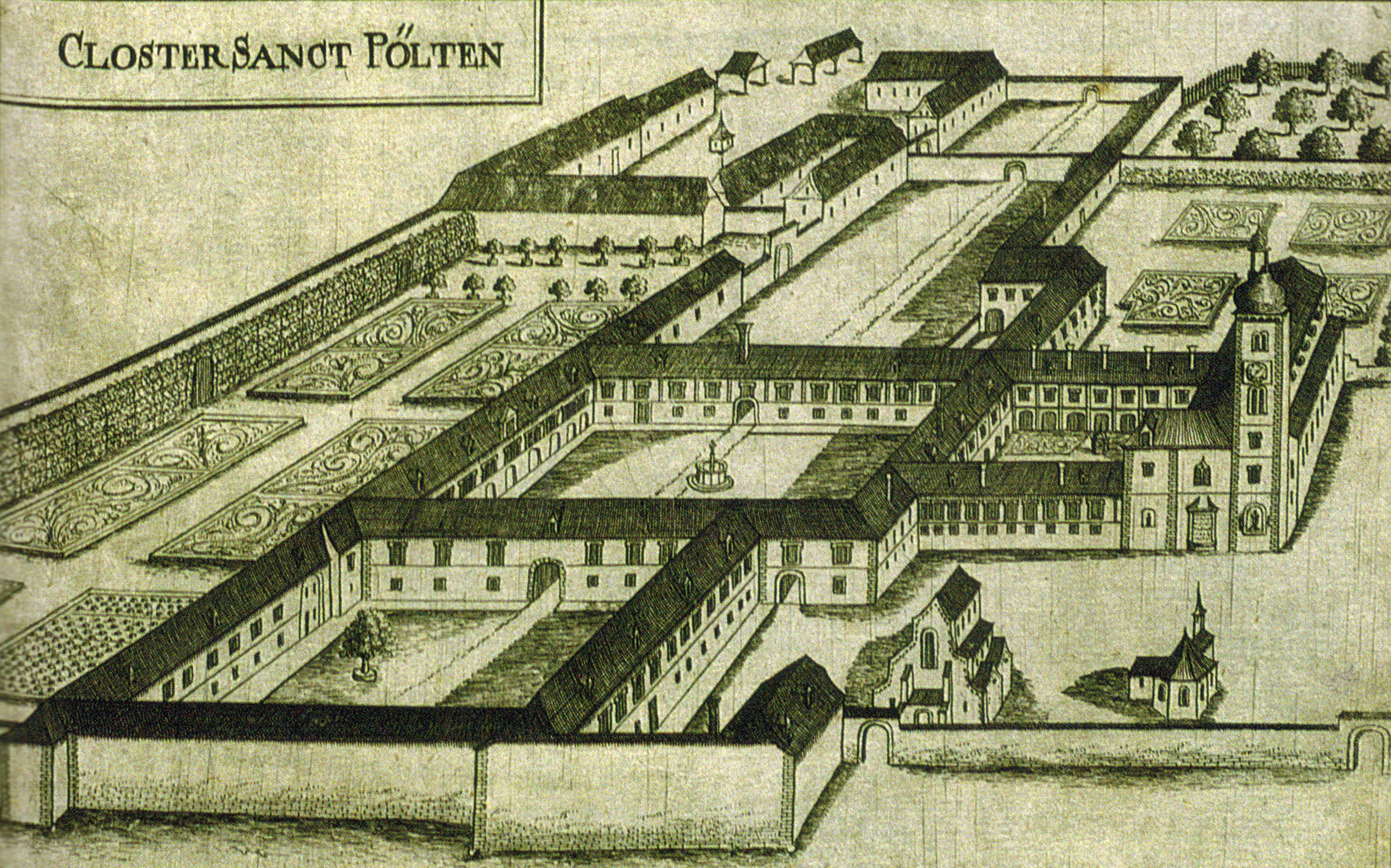
Abbaye de Sankt Pölten en 1672
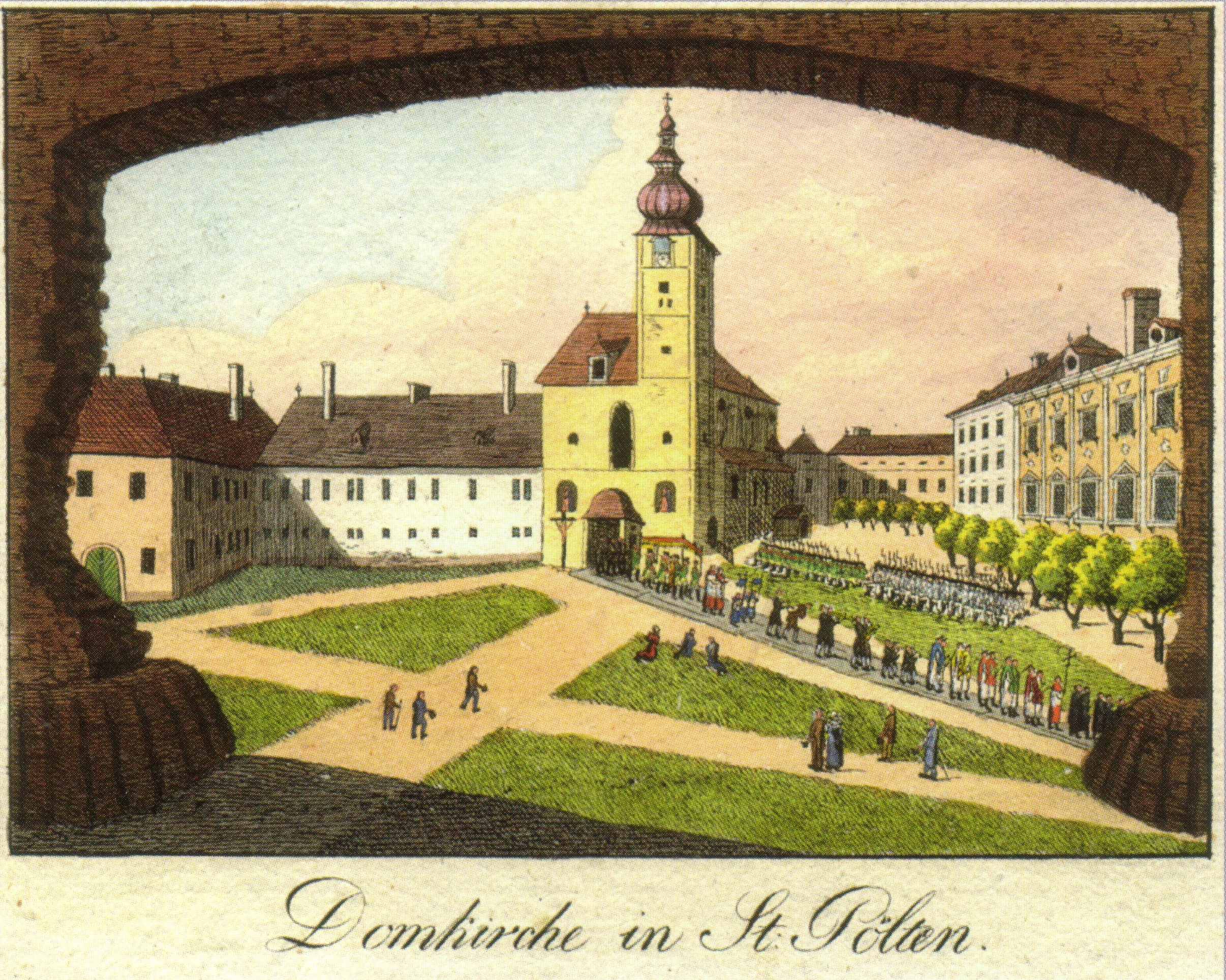
Abbaye de Sankt Pölten vers 1900

## Source, notes et références
- (de) Cet article est partiellement ou en totalité issu de l’article de Wikipédia en allemand intitulé « Stift St. Pölten » (voir la liste des auteurs).